# Fritz-Steinhoff-Gesamtschule
Die Fritz-Steinhoff-Gesamtschule (FSG) in Hagen ist eine städtische Gesamtschule mit gymnasialer Oberstufe und gehört zu den größten Schulen der Region. Sie wurde 1975 gegründet und trägt den Namen des ehemaligen Ministerpräsidenten von Nordrhein-Westfalen, Fritz Steinhoff.

## Vielfalt & Engagement
Die Schule ist als „Schule ohne Rassismus – Schule mit Courage“ ausgezeichnet und engagiert sich aktiv gegen Diskriminierung. Ein besonderes Merkmal ist das hohe ehrenamtliche Engagement von Eltern und Großeltern, die sich in Arbeitsgemeinschaften, dem Schülercafé und anderen Bereichen einbringen.

## Bildungsangebote & Projekte
- Fremdsprachen: Englisch (ab Klasse 5), Französisch und Italienisch (ab Klasse 7), Latein (ab Klasse 9); Möglichkeit zum  Erwerb von Telc-Zertifikaten
- MINT-Fächer: Leistungskurse in Mathematik und Biologie, Teilnahme an Wettbewerben wie „Känguru der Mathematik“ und „Physik im Advent“
- Musik & Kreativität: Schulband, Gitarrenorchester und Stimmbildung

## Geschichte & Schulalltag
Seit ihrer Gründung im Jahr 1975 hat sich die FSG stetig weiterentwickelt. In den Anfangsjahren verfügte die Schule über besondere Einrichtungen wie eine eigene Diskothek, einen Filmraum mit 16-mm-Projektor und eine eigene Druckerei. Es gab einen Kiosk, eine große Mensa, ein Schülercafé sowie Schüler- und Lehrerbands. Diese Vielfalt trug zu einem besonderen Schulklima bei.